# Казнаковка
Казна́ковка (рос. Казнаковка, башк. Казнаковка) — присілок у складі Туймазинського району Башкортостану, Росія. Входить до складу Татар-Улкановської сільської ради.
Населення — 77 осіб (2010; 47 у 2002).
Національний склад:
- башкири — 60 %
- татари — 32 %